# Dobrica Ćosić
Dobrica Ćosić (în sârbă Добрица Ћосић, sr[dǒbritsa tɕô:sitɕ]; n. 29 decembrie 1921, Velika Drenova⁠(d), Districtul Rasina, Serbia – d. 18 mai 2014, Belgrad, Serbia) a fost un scriitor, teoretician politic și politician sârb.
Ćosić a primit de două ori prestigiosul premiu NIN pentru literatură și Medalia Pușkin pentru activitatea sa literară. Cărțile sale au fost traduse în 30 de limbi.
A fost primul președinte al Republicii Federale Iugoslavia, îndeplinind acest mandat din 1992 până în 1993. Admiratorii se referă uneori la el cu supranumele de „Părintele Națiunii” datorită influenței sale asupra politicii sârbe moderne și asupra mișcării de renaștere națională de la sfârșitul anilor 1980, în timp ce adversarii săi folosesc acest termen într-un mod ironic.

## Biografie

### Tinerețea și cariera politică
S-a născut ca Dobrosav Ćosić la 29 decembrie 1921 în satul Velika Drenova din apropierea orașului Trstenik, în familia lui Žika și a soției sale, Milka Ćosić (d. 15 octombrie 1984). Unele surse menționează în mod incorect că s-ar fi născut la 4 ianuarie 1922. Provenea dintr-o familie de țărani, care au luat parte la toate războaiele purtate în jurul Moravei în ultimele secole.
Înaintea celui de-al Doilea Război Mondial a urmat studii la Școala profesională de agricultură din Aleksandrovac și la Liceul Agricol din Bukovo, lângă Negotin. A fost angajat inițial în mișcarea episcopului Nikolai Velimirović (1881-1956), dar religia nu l-a ajutat să dobândească răspunsurile pe care le dorea. Propria sărăcie și contactul cu administrație coruptă l-au determinat să adopte o ideologie socială. S-a înscris în organizația tineretului comunist din Negotin în 1939. Odată cu Invadarea Iugoslaviei de către Puterile Axei în 1941, el s-a alăturat partizanilor iugoslavi cu convingeri comuniste, a fost comisar în echipa Rasin și a redactat ziarul Mladi Borac („Tânărul luptător”), unde a publicat primele sale texte literare sub pseudonimul Gedža. După eliberarea Belgradului în octombrie 1944 a ocupat diferite funcții de conducere în organizațiile comuniste. În anul 1945 a fost ales membru al Adunării Naționale a Serbiei și apoi membru al Adunării Naționale a Republicii Naționale Federale a Iugoslaviei. A călătorit prin întreaga Serbie și în 1948 a devenit reponsabil cu propaganda culturală al Agitprop. La începutul anilor 1950 a vizitat lagărul de concentrare Goli otok, unde autoritățile iugoslave i-au întemnițat pe adversarii politici ai Partidului Comunist. Ćosić a susținut că a făcut acest lucru pentru a înțelege mai bine gândirea stalinistă.
În 1951 a publicat primul său roman și a abandonat activitatea de propagandă culturală, dezamăgit de diferența dintre idealurile revoluționare și realitatea postrevoluționară. Cărțile publicate au avut parte de succes și l-au făcut popular chiar și în afara cercurilor literare. Ćosić a fost unul dintre fondatorii săptămânalului NIN și al revistelor Delo și Bagdala, al Muzeului de Artă Modernă din Belgrad și a făcut parte din delegațiile culturale și parlamentare care au vizitat mai multe țări din Europa de Est, dând interviuri presei străine.
În 1956 s-a aflat la Budapesta în timpul Revoluției ungare. Sosise acolo pentru conferința redactorilor revistelor literare din țările socialiste în ziua în care a început revoluția și a rămas acolo până la 31 octombrie, când a fost transportat înapoi la Belgrad cu un avion care a adus ajutoare Crucii Roșii Iugoslave. Nu este clar dacă aceasta a fost doar o coincidență sau dacă a fost trimis acolo ca agent secret iugoslav. Cu toate acestea, el a susținut chiar unele discursuri politice în favoarea Revoluției de la Budapesta și, la întoarcere, a scris un raport detaliat pe acest subiect care, după unele opinii, a afectat foarte mult și a modelat viziunea oficială iugoslavă asupra întregii situații. Unele fragmente din amintirile și gândurile sale cu privire la circumstanțele în care a avut loc vizita sa în Ungaria au fost publicate ulterior sub titlul Sedam dana u Budimpešti (Șapte zile la Budapesta).
Până la începutul anilor 1960 Ćosić a fost devotat mareșalului Tito și viziunii sale asupra unei stat federal iugoslav armonios. În 1961 i s-a alăturat lui Tito într-un turneu de 72 de zile cu iahtul prezidențial (Galeb) pentru a vizita opt țări africane nealiniate. Călătoria la bordul lui Galeb a evidențiat relația strânsă pe care Ćosić a avut-o cu administrația iugoslavă până la începutul anilor 1960.
Între 1961 și 1962 Ćosić a fost implicat într-o lungă polemică cu intelectualul sloven Dušan Pirjevec cu privire la relația dintre autonomie, naționalism și centralism în Iugoslavia. Pirjevec a făcut cunoscute opiniile Partidului Comunist din Slovenia referitoare la o dezvoltare mai descentralizată a Iugoslaviei cu respectarea unităților administrative autonome, în timp ce Ćosić a argumentat pentru un rol mai puternic al autorităților federale, avertizând împotriva creșterii manifestărilor politice naționaliste periferice. Această polemică, care a fost prima confruntare deschisă și publică a unor viziuni diferite manifestate în cadrul Partidului Comunist Iugoslav după cel de-al Doilea Război Mondial, s-a încheiat cu sprijinirea de către Tito a argumentelor aduse de Ćosić. Cu toate acestea, măsurile politice întreprinse după 1962 s-au conformat în mod efectiv pozițiilor exprimate de Pirjevec și de conducerea comunistă slovenă.
Pe măsura descentralizării graduale de către guvern a administrației iugoslave după 1963, Ćosić a devenit convins că populația sârbă a statului (cel mai numeros grup etnic) este periclitată prin aceste măsuri și s-a transformat dintr-un comunist într-un naționalist. În mai 1968 el a ținut un discurs la plenara a XIV-a a Comitetului Central al Ligii Comuniștilor din Serbia, în care a condamnat politica naționalităților practicată în acea vreme în Iugoslavia și a fost înlăturat din organul de conducere al partidului. Ćosić a fost deranjat în special de înclinația regimului de a acorda o mai mare autonomie provinciilor Kosovo și Voivodina. După acel moment el a început să se manifeste ca dizident. În anii 1980, după moartea lui Tito, Ćosić a contribuit la organizarea și conducerea unei mișcări al cărei obiectiv inițial era obținerea unei egalități pentru Serbia în cadrul federației iugoslave, dar care a devenit rapid intensă și agresivă. El a manifestat un mare interes față de susținerea drepturilor populațiilor sârbă și muntenegreană din Kosovo.
Ćosić a fost membru al Academiei Sârbe de Științe și Arte și este considerat ca unul dintre cei mai influenți membri ai Academiei. Deși a fost creditat ca autor al Memorandumului Academiei Sârbe de Științe și Arte, care a apărut în 1986 într-o formă incompletă în spațiul public sârb, el nu a fost de fapt responsabil pentru scrierea sa. În 1989 a susținut acțiunile politice ale lui Slobodan Milošević, iar doi ani mai târziu a contribuit la promovarea politică a lui Radovan Karadžić la conducerea sârbilor bosniaci. Când a izbucnit conflictul militar din Bosnia la începutul anului 1992, el a sprijinit acțiunile facțiunii sârbe.

### În timpul și după Războaiele Iugoslave
Dobrica Ćosić a devenit în 1992 președintele Republicii Federale Iugoslavia, care mai era formată doar din Serbia și Muntenegru. În ajunul sărbătorii de Crăciun din ianuarie 1993, el a prezentat un comunicat la televiziunea sârbă prin care avertiza cu privire la cererile de „capitulare națională” provenite din Occident. „Dacă nu acceptăm, vom fi băgați într-un lagăr de concentrare și va trebui să facem față unui atac al celor mai puternice armate ale lumii”. El a spus că aceste forțe străine sunt hotărâte să subordoneze „poporul sârb hegemoniei musulmane”. Sprijinul său a fost important în ascensiunea la putere a liderului naționalist sârb Slobodan Milošević. Liberalii sârbi l-au văzut pe Ćosić ca unul dintre oamenii cheie ai proiectului Serbiei Mari, o idee elaborată și promovată de naționaliștii sârbi care doreau să unească Serbia cu zonele populate de sârbi din Croația și Bosnia. Ulterior, Ćosić s-a întors împotriva lui Milošević, acuzându-l că întârzie aplicarea reformelor politice, împiedică instaurarea unui regim democratic și respinge planul de pacificare al fostei Iugoslavii elaborat de Organizația Națiunilor Unite, și din acest motiv a fost îndepărtat de la putere.
În 2000 Ćosić s-a alăturat public organizației Otpor!, care a încercat să răstoarne regimul președintelui Milošević. Într-unul din ultimele sale interviuri el a afirmat că Serbia ar trebui să renunțe la provincia Kosovo, care își declarase independența în 2008.

### Farsa premiului Nobel
În 2011 o farsă care a circulat pe internet a făcut ca o televiziune de stat sârbă să anunțe în mod greșit că Ćosić a primit Premiul Nobel pentru literatură. Această onoare fusese obținută de fapt de Tomas Tranströmer.

### Propunerea de partajare a provinciei Kosovo
În 2006 propunerea lui Ćosić de partajare a provinciei Kosovo a primit sprijin din partea istoricului și filozofului politic american Noam Chomsky. Într-un interviu acordat unei televiziuni din Serbia, Chomsky a fost întrebat care este cea mai bună soluție pentru statutul final al provinciei Kosovo. El a răspuns:
Senzația mea a fost de multă vreme că singura soluție realistă este cea care a fost prezentată, de fapt, de președintele Serbiei [adică de Dobrica Ćosić, fostul președinte al Iugoslaviei], cred că în jurul anului 1993, a unui fel de partajare, în care sârbii, acum au mai rămas foarte puțini sârbi, din ceea ce erau atunci zonele sârbe să facă parte din Serbia și restul să fie „independenți”, așa cum se consideră, ceea ce înseamnă că se vor alătura Albaniei. Eu chiar nu văd ... nu am văzut nicio altă soluție posibilă acum zece ani.

### Viața personală

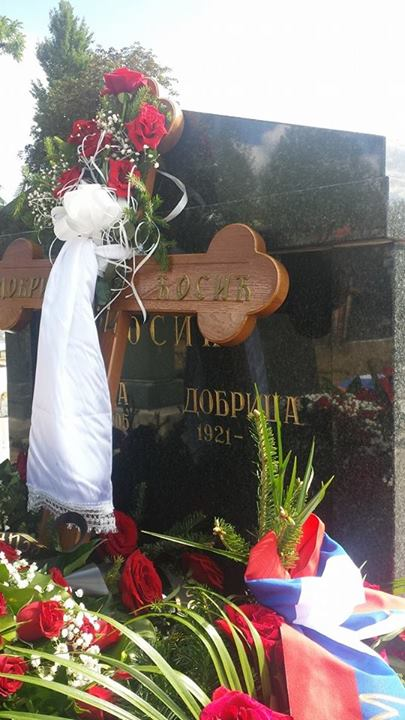
Mormântul lui Ćosić

În 1947 s-a căsătorit cu Božica (1928-2005), cu care a avut o fiică pe nume Ana.

### Moartea și perpetuarea memoriei
Dobrica Ćosić a murit la 18 mai 2014 în casa sa din Belgrad, la vârsta de 92 de ani. A fost înmormântat în Cimitirul Nou din Belgrad, lângă soția sa, la 20 mai 2014.
În martie 2019 numele său a fost dat unei străzi din Belgrad.

## Opera literară
- Dаleko je sunce (1951)
- Koreni (1954)
- Deobe I-III (1961)
- Akcija (1964)
- Bаjkа (1965)
- Odgovornosti (1966)
- Moć i strepnje (1971)
- Vreme smrti I-IV (1972–1979)
- Stvarno i moguće (1982)
- Vreme zlа: Grešnik (1985)
- Vreme zlа: Otpаdnik (1986)
- Vreme zlа: Vernik (1990)
- Promene (1992)
- Vreme vlаsti 1 (1996)
- Piščevi zаpisi 1951—1968. (2000)
- Piščevi zаpisi 1969—1980. (2001)
- Piščevi zаpisi 1981—1991. (2002)
- Piščevi zаpisi 1992—1993. (2004)
- Srpsko pitаnje I (2002)
- Pisci mogа vekа (2002)
- Srpsko pitanje II (2003)
- Kosovo (2004)
- Prijаtelji (2005)
- Vreme vlаsti 2 (2007)
- Piščevi zаpisi 1993—1999. (2008)
- Piščevi zаpisi 1999—2000: Vreme zmijа (2009)
- Srpsko pitanje u XX veku (2009)
- U tuđem veku (2011)
- Bosanski rat (2012)
- Kosovo 1966-2013. (2013)
- U tuđem veku 2 (2015)

### Scrieri despre Ćosić
- Pesnik revolucije na predsedničkom brodu (1986) - Danilo Kiš
- Čovek u svom vremenu: rаzgovori sa Dobricom Ćosićem (1989) - Slаvoljub Đukić
- Authoritet bez vlаsti (1993) - prof. dr Svetozаr Stojаnović
- Dobricа Ćosić ili predsednik bez vlаsti (1993) - Drаgoslаv Rаnčić
- Štа je stvаrno rekаo Dobricа Ćosić (1995) - Milan Nikolić
- Vreme piscа: životopis Dobrice Ćosićа (2000) - Rаdovаn Popović
- Lovljenje vetrа, političkа ispovest Dobrice Ćosićа (2001) - Slаvoljub Đukić
- Zаvičаj i Prerovo Dobrice Ćosićа (2002) - Boško Ruđinčаnin
- Gang of four (2005) - Zorаn Ćirić
- Knjigа o Ćosiću (2005) - Drаgoljub Todorović
- Moj beogradski dnevnik: Susreti i razgovori s Dobricom Ćosićem, 2006.-2011 (2013) - Darko Hudelist